# エドアルド・レヤ
エドアルド・レヤ（Edoardo Reja, 1945年10月10日 - ）は、イタリア・ゴリツィア出身の元サッカー選手、現サッカー指導者。アルバニア代表監督。現役時代のポジションはMF。名前の表記にはレハ、レーヤなどもある。スロベニア人の両親に生まれ、スロベニア語、イタリア語、フリウリ語を話す。
クラブでの指導歴は30年近くにわたるものの、セリエAでの監督経験はヴィチェンツァ・カルチョ、SSCナポリ、SSラツィオ、アタランタBCの時のみである。途中解任を含めなければ、1979年に監督としてのキャリアをはじめてから、1年も休まずに活動している。また、ナポリ監督としての年数は1980年代末ナポリ全盛期の監督オッタヴィオ・ビアンキに並び最長となっている。

## 経歴
選手としてはSPAL1907、パレルモ、USアレッサンドリア・カルチョの3チームに所属。このうちパレルモでセリエA通算124試合に出場した。
1979年、セリエDに所属するモリネッラ・カルチョ1911の監督に就任。指導者として歩み始める。翌年にはセリエC2のモンセーリチェ・カルチョ1926の監督に就任。その後、1989年には自身初のセリエB経験となるペスカーラ・カルチョの監督に就任する。
ヴィチェンツァ・カルチョ、カリアリ・カルチョをセリエA昇格に導き、昇格のエキスパートとしての評価を高めた。ヴィチェンツァでは初のトップリーグ挑戦となったが、クラブは降格となる。カリアリでは、3トップとジャンフランコ・ゾラを中心として圧倒的強さを誇るチームを構築し、セリエB優勝を果たす。
2005年1月にジャンピエロ・ヴェントゥーラの後任としてSSCナポリの監督に就任。2005-06シーズンにはセリエC1に低迷していたナポリをセリエBへ、2006-07シーズンにはセリエBでユヴェントスFCに次ぐ2位に導き、クラブを6シーズンぶりにセリエAへ昇格させた。
2007-08シーズンには、マレク・ハムシーク、ワルテル・ガルガーノ、エセキエル・ラベッシ、マルセロ・サラジェタなど新戦力を上手くチームに融合させ、昇格1年目にしてリーグ8位へと躍進させた。ホームゲームでの勝負強さが際立っており、インテル・ミラノ、ACミラン、ユヴェントスなどの強豪相手に勝利した。
2008-09シーズン、ナポリを率いてUEFAインタートトカップを勝ち抜き、UEFAカップ出場を果たすが、SLベンフィカと戦い1回戦敗退。セリエAでは開幕当初よりラベッシ、ハムシクを中心にチームは好調で、ユヴェントスを撃破するなどの成果を挙げた。しかし2009年に入るとチームは失速し、不調の責任を問われ3月に解任された。後任には前イタリア代表監督ロベルト・ドナドーニが就任。
2009年8月、クロアチアの強豪ハイデュク・スプリトの監督に就任した。同クラブは開幕から2節経過後にアンテ・ミシェを解任し、後任にイヴィツァ・カリニッチを招聘したものの初采配直後に心臓病に倒れて指揮が執れなくなっていた。自身初の海外での指揮となる。シーズン途中の2010年2月、不振に陥っていたイタリアのSSラツィオより監督就任要請を受け、ハイデュクとの契約を解除しラツィオ監督に就任。
2014年1月、再びラツィオの監督に就任する。
2015年3月、アタランタBCの監督に就任。クラブは前年を上回るリーグ13位でシーズンを終えたが、2016年6月14日にベルガモを去ることが発表された。
2019年4月17日、アルバニア代表の監督に就任したことが発表された。

## エピソード
- イタリアを代表する名将ファビオ・カペッロは親友である。フェッラーラにあるSPAL1907所属時、カペッロとチームメートとなり、ハウスシェアの経験もある。カペッロの妻ラウラの友人リヴィアはレヤと結婚した。
- CALCiO2002のインタビューにおいて、守備的な戦術家と決め付けられることを嫌がっている。本人は、4-3-3を基本とする攻撃重視であると語っている[要出典]。

## タイトル

### 選手時代
SPAL
- カンピオナート・ナツィオナーレ・プリマヴェーラ : 1964-65

アレッサンドリア
- セリエC1 : 1973-74

### 指導者時代
ブレシア
- セリエB : 1996-97

ヴィチェンツァ
- セリエB : 1999-00

ナポリ
- セリエC1 : 2005-06